# Industrie du parapluie et du parasol
L'industrie du parapluie et du parasol, parfois appelée parasolerie[réf. nécessaire] est l'ensemble des activités liées à la création, la fabrication, et la restauration des parapluies et des ombrelles ou parasols. Une partie de l'activité consiste dans le recouvrage, c'est-à-dire le remplacement de la toile.

## Procédé de fabrication
La fabrication d'un parapluie peut se diviser en deux domaines : le travail du tissu et la conception et la réalisation de la structure. C'est le carcassier qui imagine et assemble cette dernière, afin de permettre ensuite à l'artisan d'adapter le tissu sur l'ossature.
Le tissu du parasol ou parapluie est réalisé en plusieurs phases : la toile est d'abord découpée en morceaux adaptés à chaque baleine, avant que ceux-ci soient assemblés et fixés sur l'ossature. Enfin, la poignée puis les éléments de décoration sont ajoutés pour obtenir l'accessoire terminé.

## Histoire en France

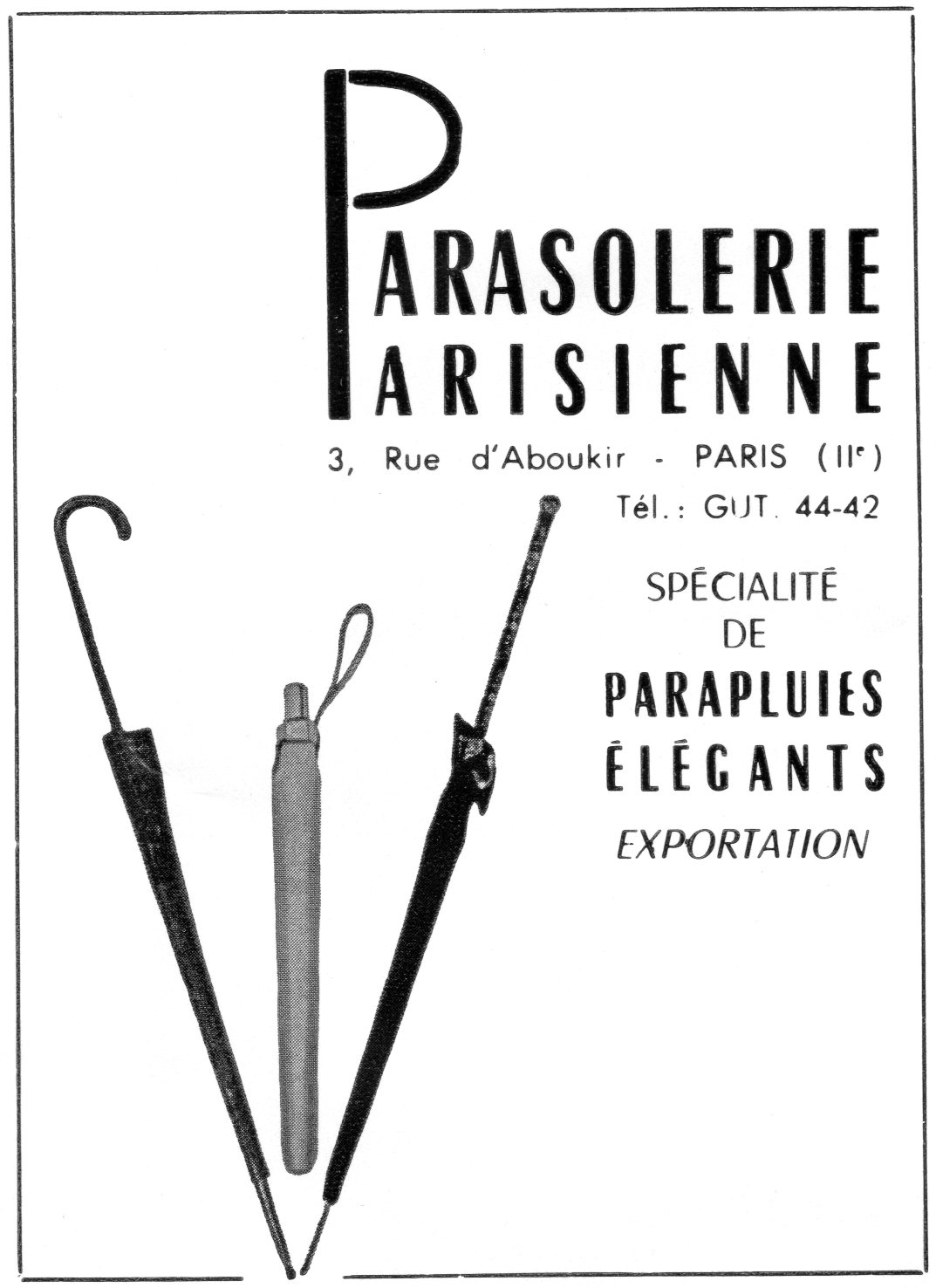
Affiche publicitaire d'une parasolerie à Paris en 1964

L'usage du parasol se apparaît et se développe en France au XVIIIe siècle. Dans les villes et gros bourgs, le parapluie est un accessoire utile en certaines saisons ou sous certains climats : on change peu de vêtements et, les maisons étant mal chauffées et souvent peu salubres, avoir ses vêtements trempés est aussi désagréable que nuisible à la santé. Tout au long du XIXe siècle et au cours d'une partie du XXe siècle, chaque ville a au moins une parasolerie. Dans les milieux aisés, l'ombrelle ou le parapluie était un accessoire de mode. L'industrie du parasol et du parapluie, à son apogée à la fin du XIXe siècle, fait vivre plus de cent mille personnes en France. En France, les fabriques sont principalement situées dans l'Ouest, dans des villes comme Nantes ou Angers. La ville d'Aurillac est également connue pour son industrie de la parasolerie.
Ensuite, la parasolerie rentre entièrement dans le processus général d'industrialisation et de mécanisation. La mutation est achevée après la Seconde Guerre mondiale. Puis progressivement, vers la fin du XXe siècle, le savoir-faire est transféré dans les pays asiatiques pour une fabrication de masse. 
Malgré tout, des fabricants artisanaux sont toujours en activité en France, bien que peu nombreux, car il n'existe aucune formation spécifique. Ils reçoivent le label Entreprise du patrimoine vivant, et un artisan est nommé Maître d'art. Certains fabricants, comme la maison Flandin à Aubagne, assurent également la réparation ou la restauration de parapluies anciens.

## Musées
Il existe un musée de la parasolerie à Gignese en Italie sur les hauteurs du lac Majeur au nord de Milan. Des dizaines d'ateliers de parasolerie sont situés dans cette région jusqu'en 1950.